# グザヴィエ・ドゥ・ラ・リュー
グザヴィエ・ドゥ・ラ・リュー （フランス語: Xavier de Le Rue、1979年7月1日 - ）は、フランスのバイヨンヌ出身の男子スノーボード選手。現在はオート＝サヴォワ県のレズーシュ (Les Houches) に住んでいる。
スノーボードクロスで2003年と2007年のスノーボード・ワールドカップで優勝、スノーボード世界選手権では2001年、2002年、2003年に優勝している。また、2006年のトリノオリンピックにはスノーボードクロスに出場したが、入賞はならなかった。